# Grumman OV-1 Mohawk
Grumman OV-1 Mohawk byl americký dvoumotorový samonosný středoplošný pozorovací letoun s trojitými SOP a příďovým zatahovacím podvozkem. Dvoučlenná posádka seděla vedle sebe na vystřelovacích sedadlech Martin-Baker, verze A a C měly dvojité řízení.

## Vznik

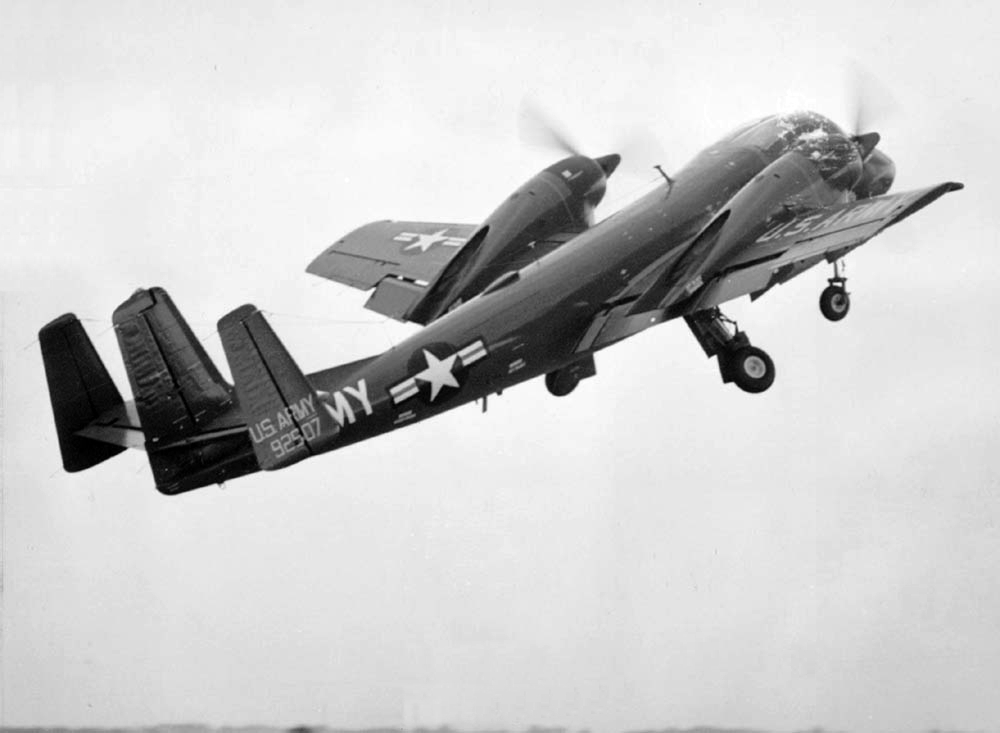
OV-1A Mohawk

V roce 1956 požadovalo americké armádní letectvo lehký stroj pro dvoučlennou posádku pro úkoly nočního i denního hlídkování v nízkých výškách nad prostorem pozemních bojů. Pomocí fotopřístrojů, radiolokátorů a infračervených detektorů měl sledovat pohyby pěších i mechanizovaných oddílů nepřítele. Letoun kategorie STOL měl mít rovněž vysokou obratnost a dobrou ovladatelnost.
Pro specifikace frontového hlídkového letounu vypracovala společnost Grumman se sídlem v Bethpage na Long Islandu projekt G-134.

## Vývoj

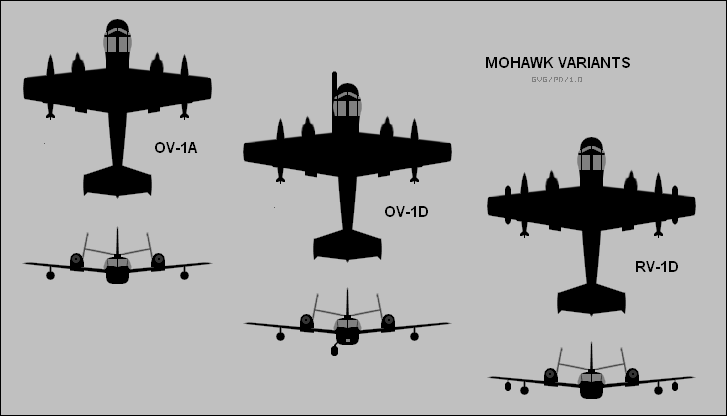
Verze OV-1 Mohawk

První z devíti ověřovacích letounů YAO-1 vzlétl 14. dubna 1959, poháněný dvojicí turbovrtulových motorů Lycoming T53-L-3 o výkonu po 845 kW s třílistými reverzními vrtulemi Hamilton Standard.
První sériové letouny obdržely nové označení jednotného systému USAF a US Navy OV-1A a bojové jméno Mohawk. Do služby armádního letectva byly zařazeny v roce 1962. Pro plnění hlídkových úkolů byly vybaveny v trupu vestavěnou fotografickou kamerou Fairchild KA-30 pro svislé i šikmé snímky, některé letouny nesly navíc v přídi trupu kameru KA-60 pro panoramatické snímkování bojiště. K výbavě patřilo i 52 světlic užívaných při nočním fotografování, které se vystřelovaly směrem vzhůru z pouzder nesených nad kořeny křídla.
Robustní konstrukce a velmi dobré letové vlastnosti vedly představitele armádního letectva k myšlence využití Mohawků v roli bitevních letounů. Vznikla tak verze JOV-1A, testovaná 11. vzdušnou útočnou divizí.

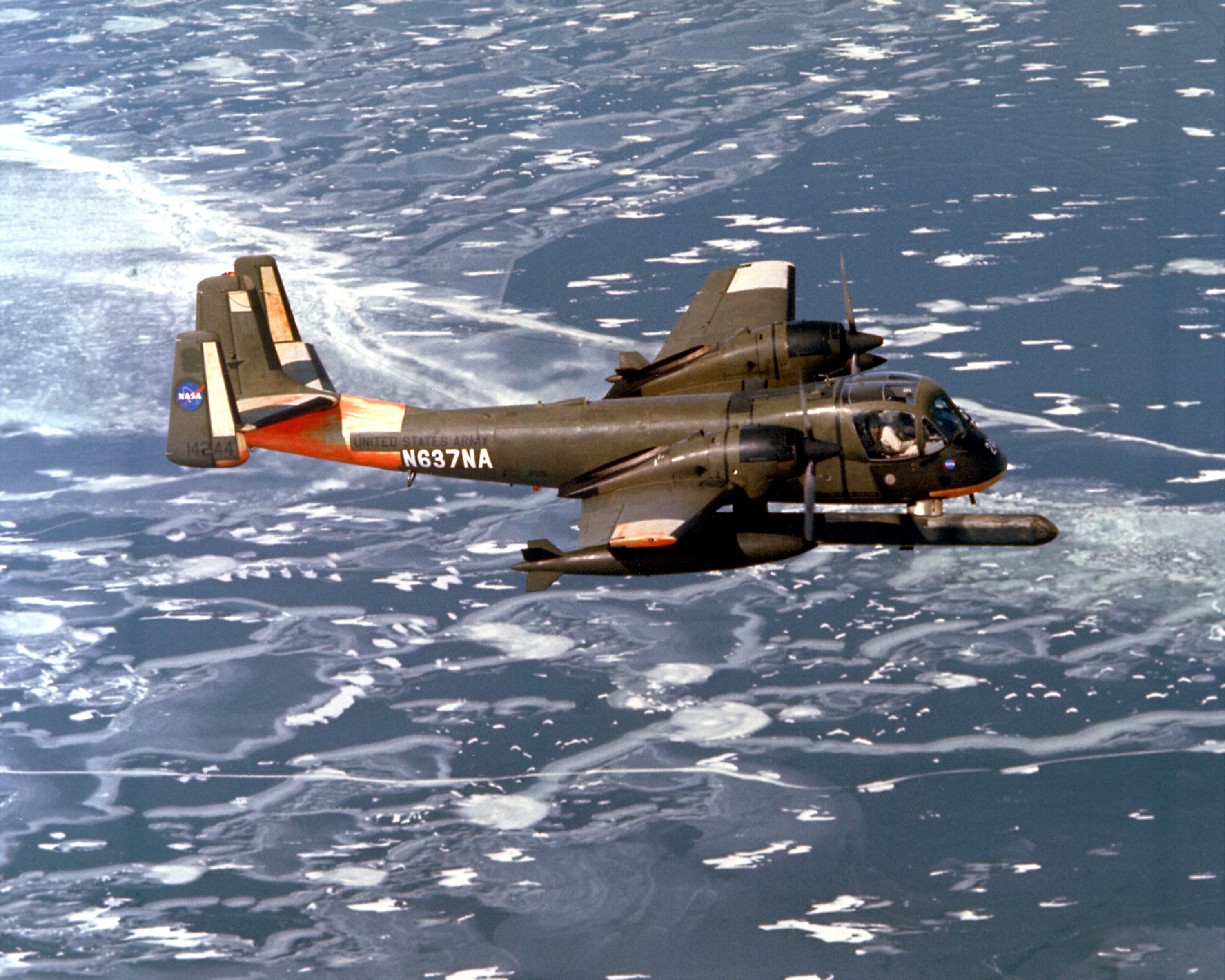
Grumman OV-1B (64-14244, N637NA) organizace NASA, 1973

Standardní OV-1A následně obdržely další podkřídelní závěsy a mohly tak nosit kromě obvyklých přídavných nádrží ještě pouzdra s raketami ráže 70 mm, nebo s pevnými, šikmo dolů skloněnými kulomety ráže 12,7 mm, nebo pumy do hmotnosti 226 kg.
Bitevní JOV-1A byly testovány do roku 1965, kdy se US Army rozhodlo pro bitevní akce využívat vrtulníky.
Další verzí Mohawku byla OV-1B, určená pro elektronickou a radiolokační hlídkovou službu. Pod trupem na pravé straně nesla 5,5 m dlouhé laminátové pouzdro se zařízením APS-94 SLAR (Side-Looking Airborne Radar). Zařízení mapovalo pruhy terénu po obou stranách směru letu a přenášelo obraz na dělené pásy filmu, nebo nedělený film. Za letu automatické zařízení okamžitě vyvolávalo exponované části filmu a dodávalo je ihned pozorovateli. SLAR podstatně zvětšil hmotnost letounu, což si vyžádalo zvětšení rozpětí a instalaci výkonnějších pohonných jednotek Lycoming T53-L-7.

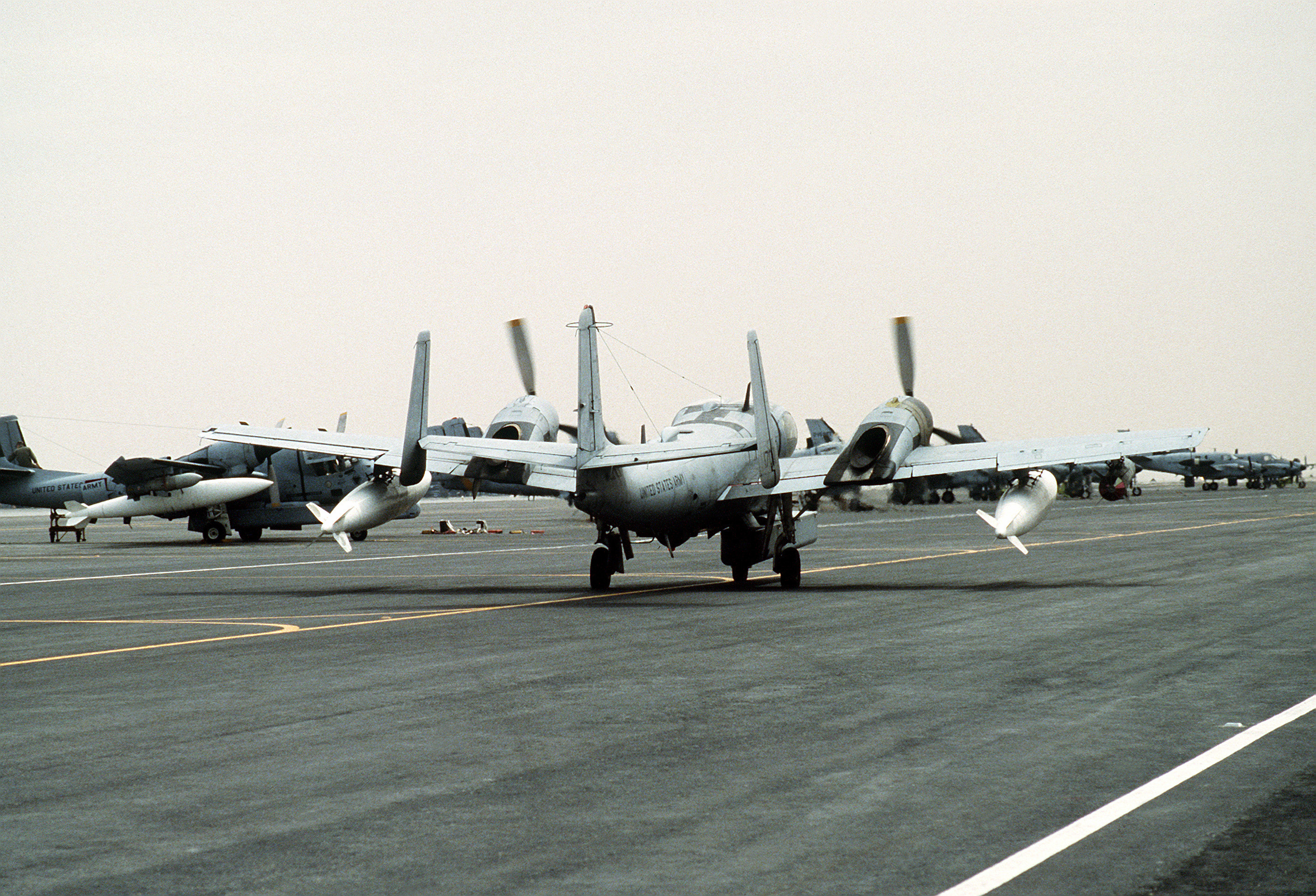
OV-1D během války v Zálivu, 1991

K průzkumu velmi hustě porostlého terénu ve dne i v noci pomocí infračerveného detektoru UAS-4, vestavěného do spodní části zadní poloviny trupu, sloužila modifikace OV-1C.
OV-1D nesly současně SLAR i UAS-4 a měly proto zvětšené rozměry a výkonnější motory T53-L-701 o výkonu 1044 kW každý. Modernizovaný prototyp nesl označení OV-1E.
Mohawky OV-1A, B i C byly bojově nasazeny během Vietnamské války např. 73. vzdušnou hlídkovací skupinou, která byla dislokována na letišti Vũng Tàu a během operace Pouštní bouře. OV-1B létaly i ve službách US Army v tehdejší NSR. Izraelské vojenské letectvo používalo dva letouny OV-1D do jejich nahrazení typem Grumman E-2 Hawkeye.

## Specifikace (OV-1B)

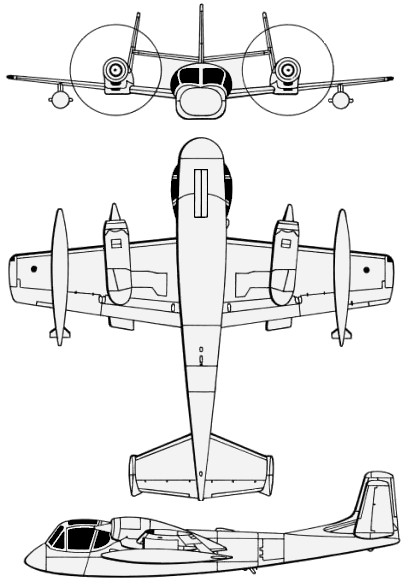
Třípohledový nákres OV-1A Mohawk

Údaje podle

### Technické údaje
- Osádka:
- Rozpětí: 14,57 m
- Délka: 13,30 m
- Výška: 3,86 m
- Nosná plocha: 33,10 m
- Prázdná hmotnost: 4979 kg
- Maximální vzletová hmotnost: 7220 kg
- Pohonná jednotka:

### Výkony
- Maximální rychlost v 1500 m: 478 km/h
- Ekonomická cestovní rychlost: 414 km/h
- Pádová rychlost: 121 km/h
- Dostup: 9150 m
- Dostup na jeden motor: 4152 m
- Maximální dolet: 1980 km
- Délka vzletu přes 15 m: 387 m
- Délka přistání: 264 m